# أنا مش معاهم (فلم)
أنا مش معاهم، فيلم كوميدي مصري. يتحدث عن ظاهرة التطرف الديني، بأسلوب كوميدي.

## قصة الفيلم
يتناول الفيلم قصة شاب يدرس في كلية الطب يعيش هو وأصدقائه حياة مستهتره بين تعاطي المخدرات وأهمال الدراسة، ثم يقع في حب فتاة محجبة متدينه تقود مظاهرات فيحاول التودد إليها بالاشتراك في المظاهرات والتدين حتي تتم خطبتهم وبعد ذلك تكتشف حقيقته أنه يتظاهر بالتدين فقط فتقرر أن تفترق عنه وتتابع نشاطها إلى أن تكون فريسة لاحد المنظمات الارهابية، ولكن ينجح أحمد عيد خطيبها السابق في انقاذها وبعد ذلك تصاب بحالة انهيار وتسقط المعايير امامها وتنقلب حياتها فتخلع الحجاب وتتحول إلى شخصية أخرى
وتحاول أن تعود إلى خطيبها ظنا انها كانت في مخطئة وان حياة خطيبها المستهترة هي الطريق الصحيح للحياة ولكنها تجده قد تدين ويرفض الحالة التي تعيشها بعد خلع حجابها
وفي النهاية ترجع لارتداء الحجاب وتذهب لتشجع منتخب مصر في مباراة كرة القدم فيشاركها التشجيع في المباراة ويختتم الفيلم بزواجهما

## فريق العمل

### ممثلون
| - أحمد عيد: عمرو - بشرى: فرح - إدوارد: كريم حنا - باسم سمرة: حلواني - سليمان عيد: سلطان | - نبيل عيسى: هيثم فتحي - أحمد راتب: شكري - لطفي لبيب: محمود المنياوي - رجاء الجداوي: عديلة - ميمي جمال: ام فرح | - رؤوف مصطفى: صبف شرف - سيف عبد الرحمن - عبد الله مشرف: عيد - ضيف شرف - حسام القاضي: عقيد حسن كمال - مجدي بدر: يوسف أبو منصور | - محمود عبد الهادي - تيسير عبد العزيز: هايدي صديقة فرح - أيمن مبارز - علي أمير: طفل |

بالاشتراك مع
| - إسماعيل فرغلي: فرغلي - سيد الطيب: مراقب اللجنة - طاهر شمعه: رئيس اللجنة - أم كلثوم: الدادة أم أشرف - محمد يونس: شاب نصف دقن - عمرو أبو الورد: لواء المباحث - ايهاب بكير: وكيل النيابة | - كريم ضياء: رئيس المباحث - خالد الوكيل: رئيس النيابة - محمد خليفة: موظف بالكلية - مصطفى عباس: طلبة الجامعة - أحمد عبد الرحمن: طلبة الجامعة - أحمد أبو عميرة: طلبة الجامعة - محمد البططي: مجموعة الإعتكاف | - محمود العزازي: مجموعة الإعتكاف - لؤي محمد: مجموعة الإعتكاف - رضا عبد الواحد: أم أبو منصور - محمد قشطة: والد كريم - ممدوح: والد هيثم - شادي: ظابط المباحث - محمود عبد الحفيظ: ظابط المتفجرات | - رانيا سعيد: شغالة فرح - ريهام فاروق: مدرسة الملجا - عبد المنعم مصطفى: شاويش الزنزانة - سيد الجيزاوي: سفرجي فرح - هشام أبو حباجة: رئيس الملجا - تامر ضيائي: ضابط - رفيق محسن: عمر الطويل عميد الكلية |